# 拉提斯
拉提斯（英語：Latis）。凯尔特人所尊奉的两个男女神祇。多次出现于凯尔特人所塑造的与其相关的艺术作品之中，相关文物亦留存至今，影响深远。